# ألفريد سيسون
ألفريد سيسون (1880 – 2 أغسطس 1952) هو مبارز بالسيف من المملكة المتحدة راحل، مثّل بلاده في الألعاب الأولمبية الصيفية 1912.

## روابط خارجية
ألفريد سيسون على موقع أوليمبيديا (الإنجليزية)